# Pharsman V
Pharsman o Pharasman V —ფარსმან V en georgià, llatinitzat Pharasmanes— fou un rei d'Ibèria de la dinastia dels Cosròides, que va regnar del 547 a 561.
Fill i successor de Bakur II, segons la crònica georgiana hauria regnat 14 anys al curs dels quals haurien mort els catolicós Samuel i Thawphetchag, que foren reemplaçats per Txirmag. La Crònica precisa també que «fins aquest temps els successors de Vakhtang van regnar en pau, i els fills, és a dir els descendents, de Mihrdat obeïren als de Vatxe (els guaràmides obeïren als cosròides)».
El rei Pharsman V hauria demanat als perses llibertat de culte pels georgians. La crònica georgiana indica que en aquest temps els grecs estaven ocupats pels atacs dels seus enemics occidentals i no podien ajudar els georgians a resistir als perses. El rei persa hauria acceptat de respectar les esglésies contra la constitució de llaços de vassall de Pharsman V envers el xa. Des d'aquest moment el regne fou gairebé una província persa, amb molt poca autonomia.
La crònica acaba dient que a partir d'aquest moment la família de «Vakhtang» es va dividir, els "fills" de Vatxe II estaven sotmesos als perses i els de Mitridates o Mihrdat restaren fidels als grecs.
Pharsman V va tenir com a successor al fill del seu germà de nom desconegut, Pharsman VI.